# Saint-Sauveur-de-Montagut
Saint-Sauveur-de-Montagut település Franciaországban, Ardèche megyében. Lakosainak száma 1112 fő (2022. január 1.). Saint-Sauveur-de-Montagut Gluiras, Les Ollières-sur-Eyrieux, Pranles, Saint-Étienne-de-Serre, Saint-Maurice-en-Chalencon és Saint-Michel-de-Chabrillanoux községekkel határos.

## Népesség
A település népessége az elmúlt években az alábbi módon változott:
| Lakosok száma | 1650 | 1439 | 1396 | 1147 | 1113 | 1111 | 1111 | 1106 | 1103 | 1112 |
|               | 1968 | 1982 | 1990 | 2006 | 2013 | 2015 | 2017 | 2019 | 2020 | 2022 |